# Louise Seloy
Louise Seloy (født 14. november 1976 i Holbæk) er en dansk danser, koreograf og danselærer.
Hun er uddannet fra Nothern School of Contemporary Dance i Leeds og har danset, undervist og lavet koreografi primært med udgangspunkt i København.

## Karriere
Hun har bl.a. været ansat på Uppercut Danseteater som koreograf og kunstnerisk leder og Østre Gasværk, hvor hun stod bag koreografien på de stort opslåede forestillingerne Skammerens Datter 1 og 2. Desuden stor hun også bag koreografien til Jorden Søjler, hvor både hendes mand Nicolai Jandorf og svigerfar Henrik Jandorf var at finde på rollelisten. Udover Danmark har Louise Seloy arbejdet i Tyskland, Kina, Vietnam og Rusland.
Siden 2017 har Louise Seloy undervist på den internationale Gerlev Idrætshøjskole mellem Slagelse og Skælskør, hvor hun udover at være danselærer og koreograf også er yogalærer. Samtidig arbejder hun stadig freelance for Uppercut Danseteater.
Louise Seloy har desuden medvirket i to film, Halalabad Blues (2002) og Springet (2005) samt forskellige reklamefilm.

## Privat
Privat er hun gift med skuespilleren Nicolai Jandorf og sammen har de to døtre og en søn.